# Фотопластикон

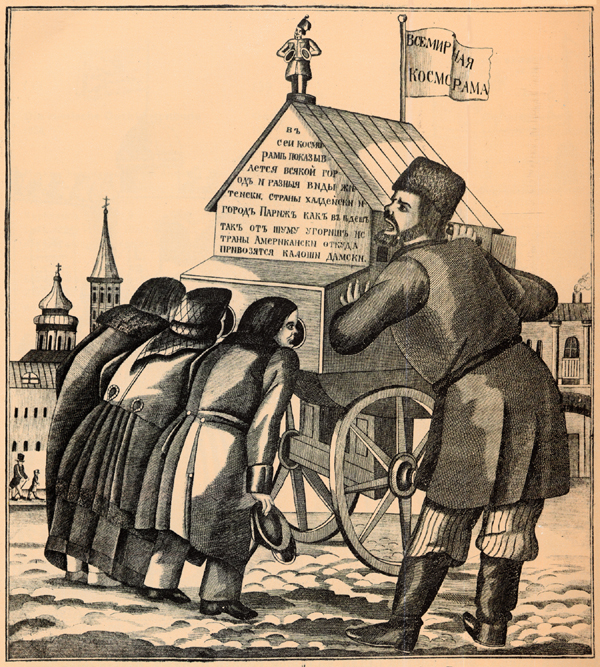
Косморама — лубок 1858 года — прототип фотопластикона

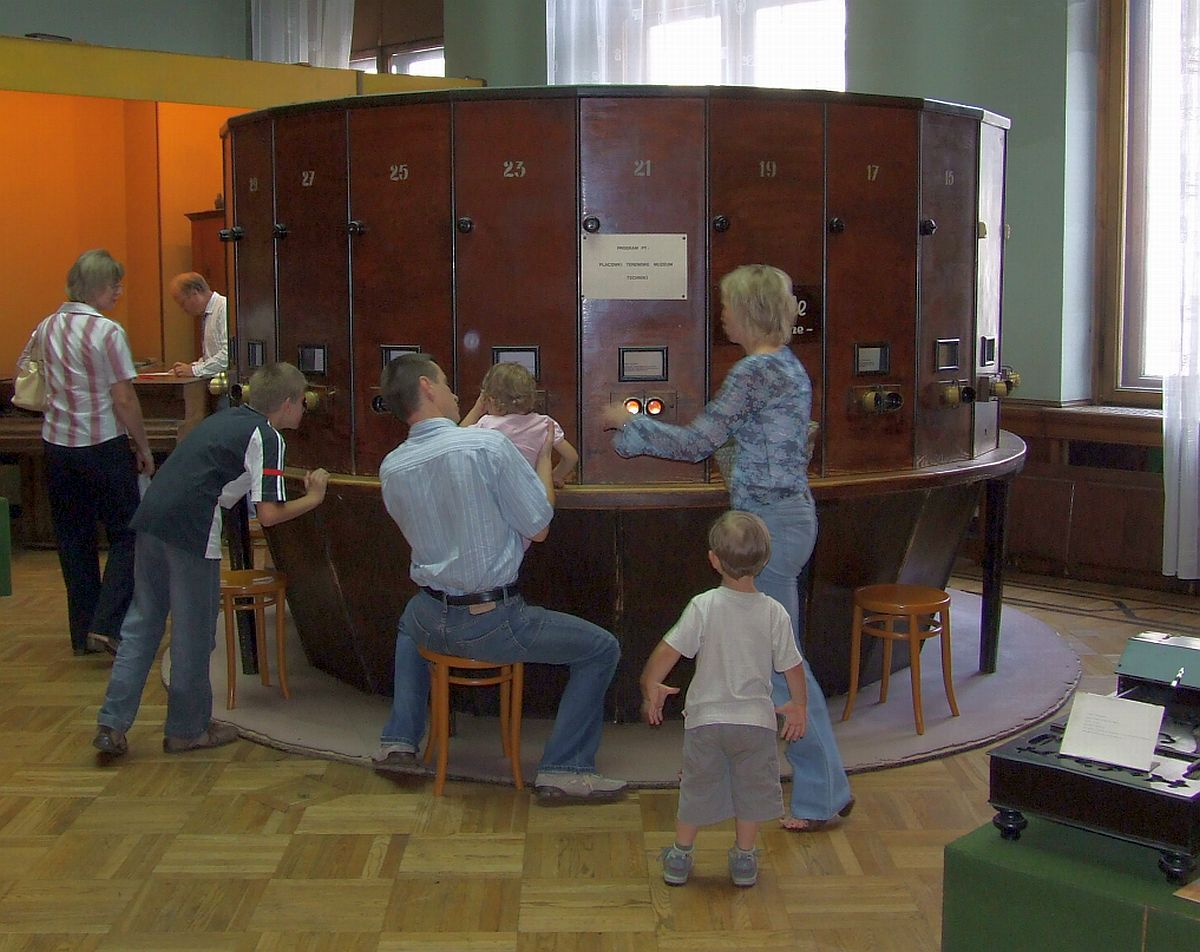
Фотопластикон в варшавском Музее Техники

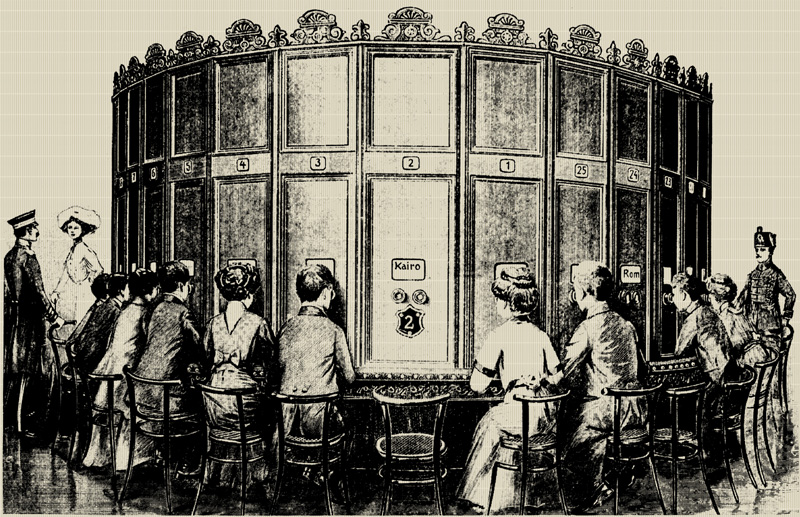
Кайзерпанорама 1880 года

Фотопластикон — устройство для одновременной демонстрации стереоскопических изображений группе зрителей. Состоит из деревянного барабана диаметром 3,75 метра, в стенах которого размещены 24 или 25 пар смотровых отверстий, снабжённых линзами.
С середины XIX века большой популярностью пользовались стереоскопы — приборы с парой линз для просмотра стереоскопических фотографий. Немецкий предприниматель и изобретатель Август Фурманн (нем. August Fuhrmann, 1844—1924) создал в начале 1880-х годов в Берлине устройство, которое назвал «Императорской Панорамой» (нем. Kaiserpanorama). Зрители сидели вокруг барабана, а перед их глазами перемещались стереоскопические картины — диапозитивы на окрашенных стеклянных пластинках размером 9 x 18 см. Источником света были первоначально газовые, затем электрические лампы. Механизм был снабжен приводом, напоминающим по конструкции таковой у башенных часов.
Вскоре во многих городах Германии и по всей Европе появились десятки, затем сотни таких панорам.
Август Фурманн еженедельно поставлял всем панорамам комплекты из 50 диапозитивов: фотографии из экзотических стран и репортажи о важных событиях. Предприниматель организовал экспедиции фотографов, накопил коллекцию из 150 тысяч изображений.
Лишь события Первой мировой войны и триумфальное шествие кинематографа стали причиной упадка фотопластикона. После падения немецкой империи Фурманн переименовал «Императорскую» на «Мировую панораму». В 1928 году существовали ещё 180 таких устройств, в 1939 году была закрыта последняя панорама в Германии.
В Варшаве существует фотопластикон, который непрерывно с 1905 года действует в доме № 51 на Иерусалимских аллеях. С 2009 года является филиалом Музея варшавского восстания.